# Jonas Jerebko
Pour les articles homonymes, voir Jonas (homonymie).
Jonas Jerebko, né le 2 mars 1987 à Kinna (Suède), est un joueur suédois  de basket-ball évoluant au poste d'ailier fort.

## Biographie

### Ses débuts en Europe
Il commence sa carrière en 2005 dans son pays natal, évoluant tout d'abord dans le club de Marbo Basket avant de rejoindre le Plannja Basket la saison suivante.
En 2007, il est transféré en Italie dans le club Angelico Biella. Après deux bonnes saisons dans le club piémontais, il se déclare éligible pour la Draft 2009 de la NBA.

### Carrière professionnelle

#### Pistons de détroit (2009-fév. 2015)
Le 25 juin 2009, lors de la draft de 2009 au Madison Square Garden de New York, il est choisi par les Pistons de Détroit en 39e choix.
A Detroit, Jonas Jerebko répond au-delà des attentes placées sur lui. En effet, ses bonnes prestations lui permettent de figurer rapidement dans le cinq majeur de la franchise et ceci malgré le fait que les Pistons de Détroit fassent leur plus mauvaise saison de ces dernières années.

#### Celtics de Boston (fév. 2015-2017)
Le 19 février 2015, Jerebko est transféré aux Celtics de Boston, avec Gigi Datome en échange de Tayshaun Prince.
Le 1er juillet 2015, il resigne un contrat de 10 000 000$ sur 2 ans avec les Celtics.
Le 1er juillet 2017, Jerebko devient agent libre.

#### Jazz de l'Utah (2017-2018)
Le 17 juillet 2017, il signe un contrat avec le Jazz de l'Utah.

#### Warriors de Golden State (2018-2019)
Le 12 juillet 2018, il signe un contrat avec les Warriors de Golden State.

#### BC Khimki Moscou (2019-2021)
Le 1er août 2019, il signe un contrat de deux ans avec le club russe du BC Khimki Moscou,,.
En janvier 2021, alors que les résultats du Khimki sont mauvais, Jerebko est licencié.

#### CSKA Moscou (2022)
Après l'invasion russe de l'Ukraine en février 2022, la plupart des joueurs étrangers quittent le CSKA Moscou ce qui libère des places dans l'effectif. Le club moscovite est exclu des compétitions européennes mais participe toujours au championnat national. En mars 2022, Jerebko s'engage avec le CSKA Moscou jusqu'à la fin de la saison. La Fédération suédoise de basket-ball exclut alors Jerebko de la sélection nationale,. Il quitte le club à la fin de la saison.

## Statistiques NBA
gras = ses meilleures performances

### Saison régulière
| Saison     | Équipe       | Matchs | Titul. | Min./m | % Tir | % 3pts | % LF | Rbds/m. | Pass/m. | Int/m. | Ctr/m. | Pts/m. |
| ---------- | ------------ | ------ | ------ | ------ | ----- | ------ | ---- | ------- | ------- | ------ | ------ | ------ |
| 2010-2011  | Détroit      | 80     | 73     | 27,9   | 48,1  | 31,3   | 71,0 | 5,97    | 0,72    | 0,99   | 0,36   | 9,26   |
| 2011-2012* | Détroit      | 64     | 13     | 22,9   | 46,8  | 30,2   | 80,6 | 4,81    | 0,67    | 0,64   | 0,33   | 8,69   |
| 2012-2013  | Détroit      | 49     | 2      | 18,2   | 44,9  | 30,1   | 77,3 | 3,78    | 0,88    | 0,78   | 0,16   | 7,69   |
| 2013-2014  | Détroit      | 64     | 0      | 11,6   | 47,1  | 41,9   | 72,9 | 2,73    | 0,61    | 0,33   | 0,09   | 4,22   |
| 2014-2015  | Détroit      | 46     | 0      | 15,3   | 46,0  | 36,8   | 86,1 | 3,09    | 0,89    | 0,59   | 0,24   | 5,24   |
| 2014-2015  | Boston       | 29     | 0      | 18,2   | 43,1  | 40,6   | 83,3 | 4,83    | 1,03    | 0,66   | 0,24   | 7,14   |
| 2015-2016  | Boston       | 78     | 0      | 15,1   | 41,3  | 39,8   | 78,2 | 3,69    | 0,79    | 0,26   | 0,31   | 4,36   |
| 2016-2017  | Boston       | 78     | 6      | 15,8   | 43,5  | 34,6   | 70,3 | 3,49    | 0,91    | 0,32   | 0,22   | 3,83   |
| 2017-2018  | Utah         | 74     | 19     | 15,3   | 46,6  | 41,4   | 80,7 | 3,32    | 0,57    | 0,32   | 0,16   | 5,80   |
| 2018-2019  | Golden State | 73     | 6      | 16,7   | 45,9  | 36,7   | 80,0 | 3,95    | 1,32    | 0,37   | 0,25   | 6,29   |
| Total      |              | 635    | 119    | 17,8   | 45,7  | 36,3   | 77,0 | 3,97    | 0,83    | 0,51   | 0,24   | 6,17   |

Note : *Cette saison a été réduite de 82 à 66 matchs en raison du lock-out.

Dernière modification effectuée le 12 mars 2020

### Playoffs
| Saison | Équipe       | Matchs | Titul. | Min./m | % Tir | % 3pts | % LF  | Rbds/m. | Pass/m. | Int/m. | Ctr/m. | Pts/m. |
| ------ | ------------ | ------ | ------ | ------ | ----- | ------ | ----- | ------- | ------- | ------ | ------ | ------ |
| 2015   | Boston       | 4      | 0      | 17,0   | 33,3  | 0,0    | 50,0  | 3,50    | 0,25    | 0,50   | 0,25   | 2,75   |
| 2016   | Boston       | 6      | 4      | 27,0   | 47,8  | 31,8   | 80,0  | 6,83    | 1,67    | 0,33   | 0,67   | 9,17   |
| 2017   | Boston       | 12     | 0      | 10,7   | 48,4  | 33,3   | 100,0 | 2,42    | 1,00    | 0,42   | 0,25   | 3,58   |
| 2018   | Utah         | 10     | 0      | 7,9    | 42,1  | 16,7   | 100,0 | 1,60    | 0,30    | 0,30   | 0,00   | 1,90   |
| 2019   | Golden State | 16     | 0      | 7,6    | 28,6  | 26,3   | 83,3  | 2,12    | 0,75    | 0,06   | 0,12   | 2,12   |
| Total  |              | 48     | 4      | 11,6   | 40,5  | 27,3   | 87,0  | 2,79    | 0,79    | 0,27   | 0,21   | 3,38   |

## Records sur une rencontre en NBA
Les records personnels de Jonas Jerebko, officiellement recensés par la NBA sont les suivants :
| Type de statistique        | Saison régulière | Saison régulière            | Saison régulière |
| Type de statistique        | Record           | Adversaire                  | Date             |
| -------------------------- | ---------------- | --------------------------- | ---------------- |
| Points                     | 23               | Mavericks de Dallas         | 22 décembre 2018 |
| Paniers marqués            | 10               | Mavericks de Dallas         | 22 décembre 2018 |
| Paniers tentés             | 18               | Bobcats de Charlotte        | 12 avril 2013    |
| Paniers à 3 points réussis | 5                | @ Clippers de Los Angeles   | 22 mars 2014     |
| Paniers à 3 points tentés  | 7                | 2 fois                      |                  |
| Lancers francs réussis     | 7                | @ Lakers de Los Angeles     | 4 novembre 2012  |
| Lancers francs tentés      | 9                | @ Lakers de Los Angeles     | 4 novembre 2012  |
| Rebonds offensifs          | 7                | @ Hawks d'Atlanta           | 13 mars 2010     |
| Rebonds défensifs          | 11               | Pacers d'Indiana            | 31 décembre 2011 |
| Rebonds totaux             | 13               | 3 fois                      |                  |
| Passes décisives           | 4                | 6 fois                      |                  |
| Interceptions              | 4                | 3 fois                      |                  |
| Contres                    | 3                | Rockets de Houston          | 7 mars 2010      |
| Balles perdues             | 4                | 8 fois                      |                  |
| Minutes jouées             | 44               | @ Timberwolves du Minnesota | 14 avril 2010    |

- Double-double : 9 (au 14/12/2015)
- Triple-double : aucun.